# Nazionalismo africano
Nazionalismo africano è il nome con il quale viene indicato quel movimento politico e di pensiero che vorrebbe il continente africano unito in un'unica nazione, nel nome di una forte identità nera comune per la salvaguardia dei costumi e delle usanze delle tribù indigene.

## Origini
Le origini del movimento sono da rintracciare tra le file dei pensatori del nazionalismo europeo, fortemente fagocitate dall'influenza data dal cristianesimo e dalla filosofia internazionalista promossa da Mahatma Gandhi, e in parte, anche dal leninismo quale ideologia politica per l'internazionalizzazione dei rapporti.
Con la perdita di molti dei territori coloniali extraeuropei delle superpotenze al termine della seconda guerra mondiale, diversi portavoce di neonate nazioni africane portarono avanti una corrente di pensiero nata intorno alla grande guerra tra le varie comunità di afroamericani oramai insediatesi negli Stati Uniti d'America. 

## Storia
È da notare come, nonostante le origini del movimento fossero da ricercare agli inizi del Novecento tra le comunità africane d'oltremare statunitensi, la presenza degli imperi coloniali europei in buona parte dell'Africa fino a qualche decennio dopo la fine della seconda guerra mondiale compromise notevolmente lo sviluppo del nazionalismo africano da semplice pensiero locale a moto socioculturale.
Seguendo il percorso del movimento, nacquero e si evolsero in maniera più o meno indipendente l'una dall'altra una corrente politica nota come panafricanismo e un'altra di matrice culturale, la negritudine, le quali, sorpassando il quadro sociale e politico del continente, si rivolsero non ai singoli ma all'intera Africa.
Secondo alcuni, quindi, il nazionalismo africano nacque inizialmente come movimento di ribellione alla presenza di colonie straniere nel continente e progredì, nel tempo, da pensiero di unione tra i popoli africani a idea d'indipendenza delle nazioni dominate da altri.
Tra i promotori della corrente di pensiero post-seconda guerra mondiale figurano senza dubbio: Kwame Nkrumah nel Ghana e Nelson Mandela nel Sudafrica.